# Copla (música)
A copla, copla andaluza ("copla andaluz"), canción andaluza (canção andaluz), canción española (canção espanhola), tonadilla ou canción folklórica (canção folclórica) é uma forma de canção popular espanhola, derivada da forma poética homônima. Embora o gênero tenha uma longa trajetória, ele prosperou nas décadas de 1930 e 1940, tendo sido consagrado pelos compositores Antonio Quintero, Rafael de León e Manuel Quiroga.
Raquel Meller foi uma das primeiras cantoras de copla. Inicialmente cantou cuplé, que mais tarde evoluiu na canção andaluza e espanhola para a copla como é atualmente conhecida.
Outros cantores de copla famosos são Imperio Argentina, Manolo Corrales, Estrellita Castro, Concha Piquer, Miguel de Molina, Lola Flores, Marifé de Triana, Juanita Reina, Manolo Escobar, Juanito Valderrama, Sara Montiel e Antonio Molina.
Dentre as figuras mais notáveis encontra-se Carlos Cano, que foi uma figura chave no renascimento da popularidade da copla no final do século XX.
Cantores de coplas atuais incluem Rocío Jurado, Bambino, María Jiménez, Isabel Pantoja, Martirio, e Miguel Poveda e, ainda mais recentemente, María de la Colina, Pasión Vega, Clara Montes, Pastora Soler, Aurora Guirado, Diana Navarro, Pilar Boyero, Concha Buika, Montse Delgado e o cantor de ópera Plácido Domingo, que lançou um álbum de coplas intitulado Pasión Española em 2008.
Alguns desses artistas, particularmente Pasión Vega (nascida em 1976) e Diana Navarro (nascida em 1978), dobraram e ampliaram o gênero em direções que passaram a ser conhecidas como Nueva Copla ("Nova Copla").
Tem como característica o canto de garganta, bem como a rouquidão da voz e melismas que lembram o estilo árabe.
Dentre os exemplos de coplas, famosas incluem "Ojos verdes" (Olhos Verdes), "Tatuaje" (Tatuagem), "La falsa moneda" (A falsa moeda), "María de la O" e "Rocío". As letras muitas vezes apresentam personagens marginalizados, incluindo prostitutas, marinheiros, condenados fugitivos, ciganos e assim por diante, e têm temas atípicos (tais como: mulheres maltratadas e desprezada, crianças abandonadas e casos extramatrimoniais).
Por tratar de histórias de amor que deram errado, de mulheres que ultrapassaram os limites dos costumes sexuais e de honra dos homens, as coplas costumavam ser criticadas por serem antiquadas e sexistas. Entretanto, mais recentemente, os artistas modernos deram um novo toque às canções, "selecionando coplas que reivindicam o poder das mulheres, sua independência e sua paixão".